# Хижняк Платон Григорович
Хижняк Платон Григорович (нар. 13 січня 2000, Київ, Україна) — український баскетболіст.

## Життєпис
Народився 13 січня 2000 в Києві. Батько — відомий український баскетболіст і тренер Хижняк Григорій. Мати — колишня модель Ольга Хижняк. З молодших класів школи хлопець професійно займався плаванням, а згодом і баскетболом. У 15 років Платон переїхав до Литви для розвитку своєї баскетбольної кар'єри. Там він закінчив школу та вступив до Міжнародного університету в Клайпеді.

### Кар'єра
Платон займався баскетболом  у системі «Жальгіріса», а саме тренується в академії Арвідаса Сабоніса.
У 2020 році Платон приєднався до складу київського клубу «Будівельник». А у 2021 році разом із Дмитром Журавльовим поповнив склад БК «Говерла».
Наступног року повернувся до складу «Будівельника».